# جزيرة براموكا
جزيرة براموكا (بالإندونيسية: Pulau Pramuka) هي جزيرة في أرخبيل جزر ألف أو مقاطعة بولاو سيريبو. يقع الأرخبيل في الجزء الغربي من بحر جاوة، ويقع شمال العاصمة الإندونيسية جاكرتا. الجزيرة هي عاصمة ومقر الحكومة الإدارية في مقاطعة جزر الألف. المجموعات العرقية في الجزيرة هي: بيتاوي ،بوغيس ،بانتن ،مادورا. تشمل المرافق في الجزيرة: مدرسة ،مسجد ،مستشفى ،رصيف ،ومنتجع للسياح.
يمكن الوصول إلى هذه الجزيرة في غضون ساعتين ونصف بواسطة قارب بخاري من مرفأ موارا أنكي جاكرتا، أو بشكل أسرع بالقارب السريع من مارينا أنكول جاكرتا. تتوفر أيضًا في الجزيرة خدمة استئجار القوارب للتنقل إلى جزر أخرى في الأرخبيل. أحد أهم منجزات الجزيرة في سعيها للحفاظ على البيئة وحماية الأحياء الفطرية برنامج حماية السلحفاة لجأة صقرية المنقار في حدود الجزيرة. يزرع ساحل الجزيرة بأشجار المانغروف لحمايته. الجزيرة مواطن معروف ومشهور للناشط البيئي سوينتينا بوسبا ليستاري.

## التاريخ
كانت جزيرة براموكا خلال عصر النظام القديم تسمى جزيرة لانج/إيلانغ، لأنه كان هناك العديد من نسور بوندول في ذلك الوقت. حتى ثمانينيات القرن العشرين كان نسر بوندول لا يزال موجودًا، والمعروف الآن برمز منطقة العاصمة الخاصة لجاكرتا، إنقرضت النسور عندما تم تأهيل الجزيرة لتصبح قرية.
كان الأصل في اسم جزيرة براموكا (أي: الكشفية) بسبب الأنشطة الكشفية في الجزيرة. قبل وجود معسكرات سيبوبور في جاكرتا، حيث أرسل فريق الكشافة أعضاءًا للتدريب على هذه الجزيرة. حدث هذا حوالي خمسينيات وسبعينات القرن العشرين.

## المرافق التعليمية
المرافق التعليمية في جزيرة براموكا جيدة جدًا. هناك 4 مدارس لتعليم الأطفال في مرحلة رياض أطفال، بالإضافة لوجود مدرسة ابتدائية واحدة، ومدرسة دينية واحدة، ومدرسة ثانوية واحدة. وفي المجموع هناك 9 مرافق تعليمية متدرجة على حسب عمر الطالب الدارس.